# Uddheden
Uddheden (dialektalt: Ôddja, även Uddja) är en tätort i Sunne kommun och kyrkbyn i Gräsmarks socken. Tätorten ligger mellan sjön Udden ("Lillsjön") och älven Rottnan.

## Befolkningsutveckling
| Befolkningsutvecklingen i Uddheden 1960–2020 | Befolkningsutvecklingen i Uddheden 1960–2020 | Befolkningsutvecklingen i Uddheden 1960–2020 | Befolkningsutvecklingen i Uddheden 1960–2020 | Befolkningsutvecklingen i Uddheden 1960–2020 |
| -------------------------------------------- | -------------------------------------------- | -------------------------------------------- | -------------------------------------------- | -------------------------------------------- |
|                                              |                                              |                                              |                                              |                                              |
| År                                           |                                              |                                              | Folkmängd                                    | Areal (ha)                                   |
| 1960                                         | 1960                                         |                                              | 262                                          |                                              |
| 1965                                         | 1965                                         |                                              | 223                                          |                                              |
| 1970                                         | 1970                                         |                                              | 266                                          |                                              |
| 1975                                         | 1975                                         |                                              | 251                                          |                                              |
| 1980                                         | 1980                                         |                                              | 311                                          |                                              |
| 1990                                         | 1990                                         |                                              | 282                                          | 75                                           |
| 1995                                         | 1995                                         |                                              | 317                                          | 75                                           |
| 2000                                         | 2000                                         |                                              | 320                                          | 75                                           |
| 2005                                         | 2005                                         |                                              | 301                                          | 75                                           |
| 2010                                         | 2010                                         |                                              | 258                                          | 74                                           |
| 2015                                         | 2015                                         |                                              | 266                                          | 76                                           |
| 2020                                         | 2020                                         |                                              | 286                                          | 77                                           |
|                                              |                                              |                                              |                                              |                                              |

## Samhället
På orten finns Gräsmarks kyrka, skola, äldreboende, viss näringsverksamhet i form av sågverksindustri, värmeverk, åkeriverksamhet samt några turismanläggningar. Därtill kommer grundläggande affärsverksamheter såsom dagligvaruhandel.
Åren 1951–2006 bedrev dåvarande Centralförbundet för befälsutbildning verksamhet vid det så kallade Gräsmarkslägret, idag är det forna FBU-lägret vid Lillsjöns norra strand ombyggt till turistanläggning. Det gamla kommunhuset rymde biblioteksverksamhet, bank, biograf och postkontor.
Gräsmarks hembygdsgård är belägen i sydvästra Uddheden.

## Idrott

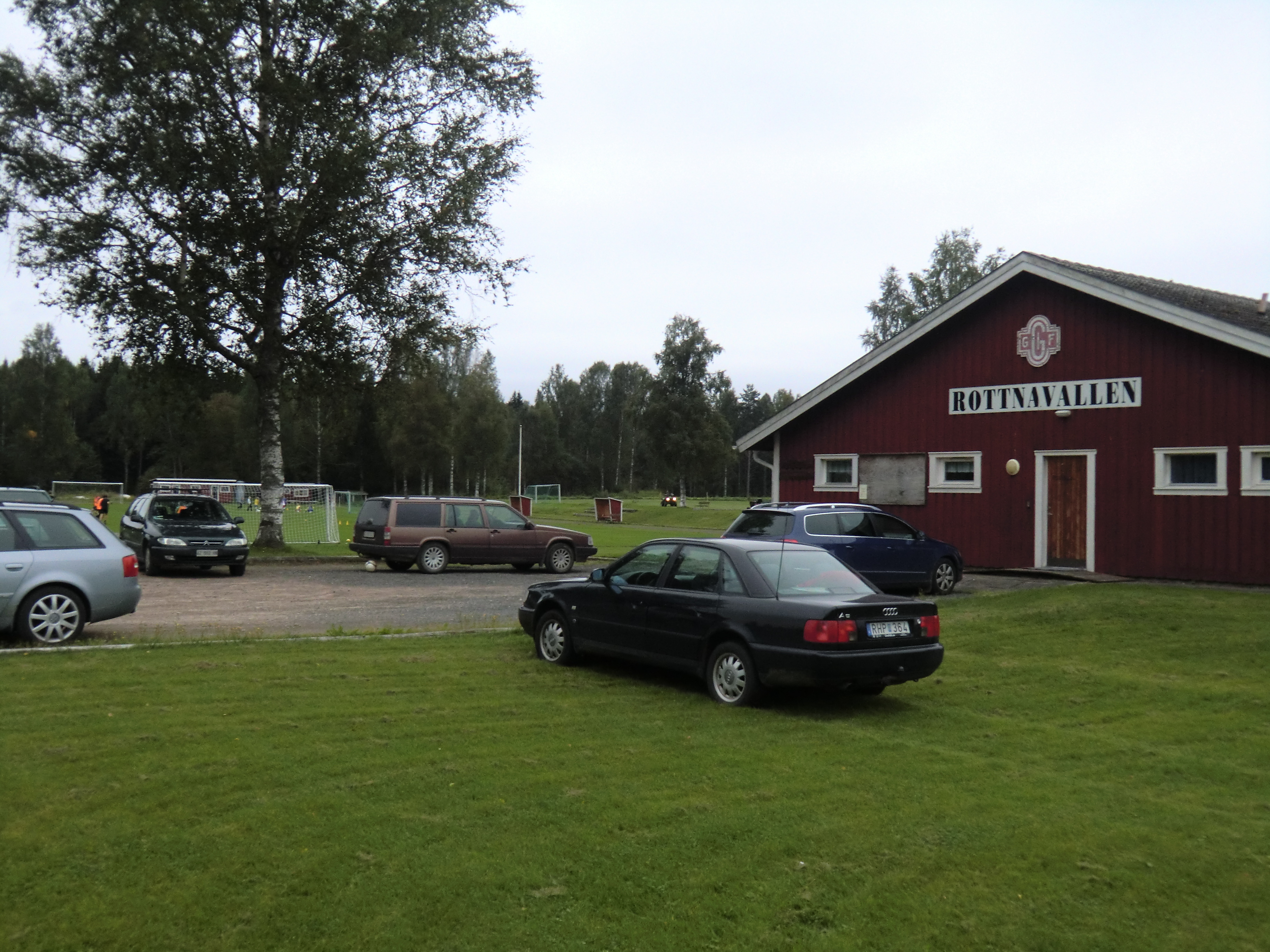
Rottnavallen.

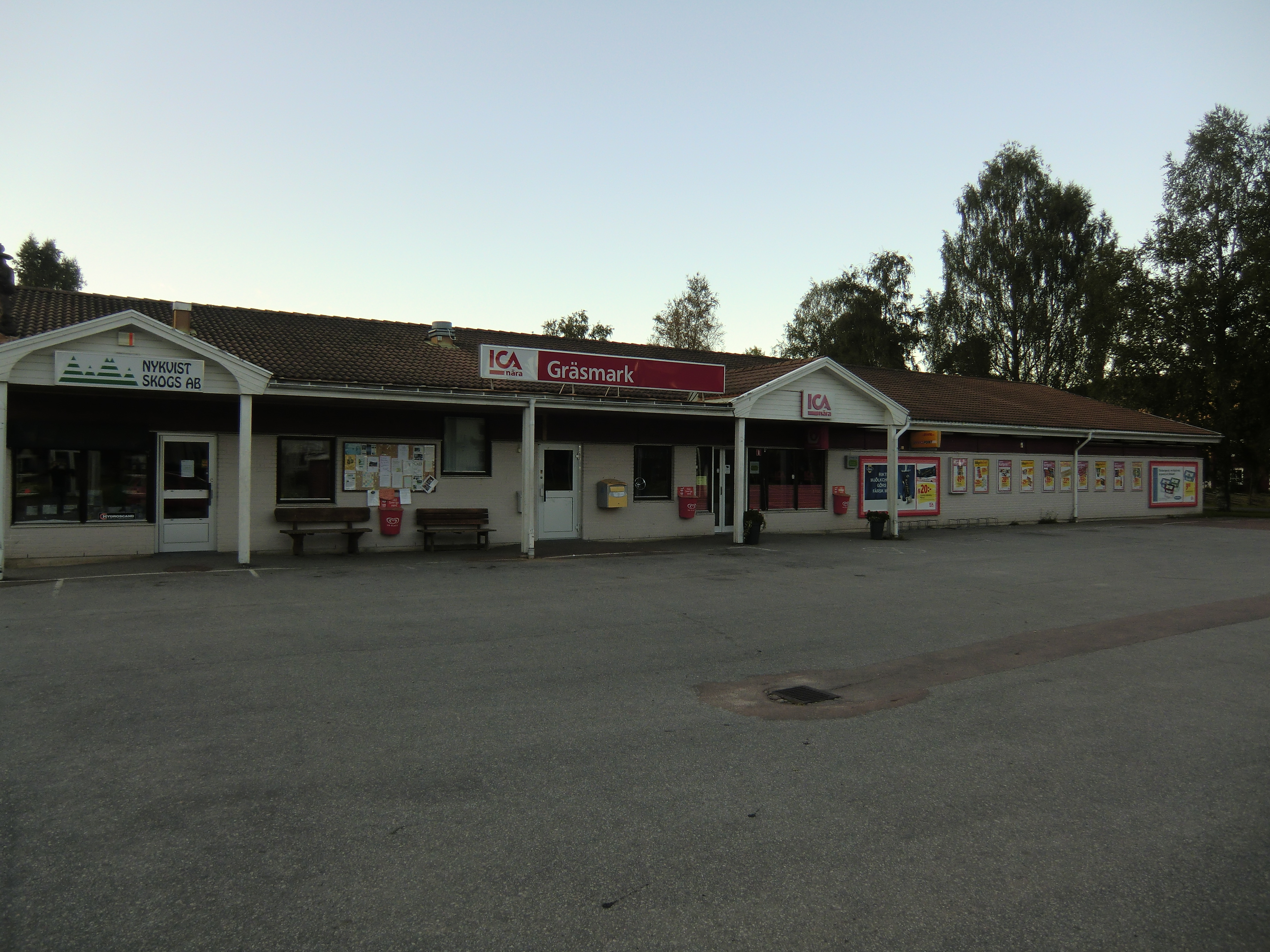
Mataffären Rottnahallen.

Idrottsanläggningen Rottnavallen är hemmaarena för Gräsmarks GOIF.